# 1875 (numero)
Milleottocentosettantacinque (1875) è il numero naturale dopo il 1874 e prima del 1876.

## Proprietà matematiche
- È un numero dispari.
- È un numero composto da 10 divisori: 1, 3, 5, 15, 25, 75, 125, 375, 625, 1875. Poiché la somma dei suoi divisori (escluso il numero stesso) è 1249 < 1875, è un numero difettivo.
- È un numero nontotiente in quanto dispari e diverso da 1.
- È un numero felice.
- È un numero odioso.
- È parte delle terne pitagoriche (525, 1800, 1875), (660, 1755, 1875), (1000, 1875, 2125), (1008, 1581, 1875), (1125, 1500, 1875), (1875, 2500, 3125), (1875, 4500, 4875), (1875, 7700, 7925), (1875, 14000, 14125), (1875, 23400, 23475), (1875, 39040, 39085), (1875, 70300, 70325), (1875, 117180, 117195), (1875, 195308, 195317), (1875, 351560, 351565), (1875, 585936, 585939), (1875, 1757812, 1757813).

## Astronomia
- 1875 Neruda è un asteroide della fascia principale del sistema solare.

## Astronautica
- Cosmos 1875 è un satellite artificiale russo.